# Maytime
Maytime és una pel·lícula estatunidenca de 1937 dirigida per Robert Z. Leonard.

## Argument
Una anciana Miss Morrison explica la seva vida, quan era una jove i bonica cantant d'òpera.

## Repartiment
- Jeanette MacDonald
- Nelson Eddy
- Walter Kingsford
- Russell Hicks
- Frank Puglia (no surt als crèdits)
- Gloria Talbott (no surt als crèdits)

## Nominacions
- Oscar a la millor banda sonora 1938 per Nat W. Finston. Cançó de Herbert Stothart.
- Oscar al millor so per Douglas Shearer